# Microrregión de Lavras
La microrregión de Lavras es una de las microrregiones del estado brasilero de Minas Gerais perteneciente a la mesorregión Campo das Vertentes. Su población fue estimada en 2006 por el IBGE en 145.075 habitantes y está dividida en nueve municipios. Posee un área total de 3.430,728 km².

## Municipios
- Carrancas
- Ijaci
- Ingaí
- Itumirim
- Itutinga
- Lavras
- Luminárias
- Nepomuceno
- Ribeirão Vermelho

- Datos: Q630526